# The Gilded Spider
The Gilded Spider (o The Full Cup) è un film muto del 1916 diretto da Joseph De Grasse.

## Trama
Durante un viaggio in Italia, l'americano Cyrus Kirkham si incapriccia della bella Leonita ma lei gli resiste. L'uomo, allora, la rapisce ma Leonita, piuttosto che cedergli, si uccide.
Quindici anni dopo, Giovanni, il vedovo di Leonita, arriva negli Stati Uniti in compagnia di Elisa, la figlia adolescente. L'uomo, dopo la morte della moglie, è rimasto fedele alla sua memoria e prova ancora rancore per tutti gli americani. Così, quando Elisa si innamora di Paul Winston, è contrariato da quella relazione. Elisa si fa ritrarre da Paul, che è un pittore, ma il quadro viene visto da Cyrus che vi rivede l'immagine di Leonita. Rintracciata la modella, porta poi Elisa a un ricevimento dell'alta società. Ma Giovanni affronta Cyrus per ucciderlo, vendicando così la moglie morta. Cyrus però, quando lo riconosce, cade a terra, ucciso dallo shock. Giovanni, convinto che la figlia sia ormai compromessa, si suicida. Elisa adesso è libera di vivere la sua storia d'amore con Paul.

## Produzione
Il film fu prodotto dalla Bluebird Photoplays Inc. (Universal Film Manufacturing Company).

## Distribuzione
Distribuito dalla Bluebird Photoplays Inc. (Universal Film Manufacturing Company), il film uscì nelle sale cinematografiche USA l'8 maggio 1916.